# Jan Čermák (stíhací pilot)
Jan Čermák (23. března 1911 Svatý Jan nad Malší – 4. května 1987 Brno) byl československý válečný letec. Byl velitel 312. československé stíhací perutě Royal Air Force a velitel 134. Airfieldu (letiště) RAF Appledram.

## Život a působení

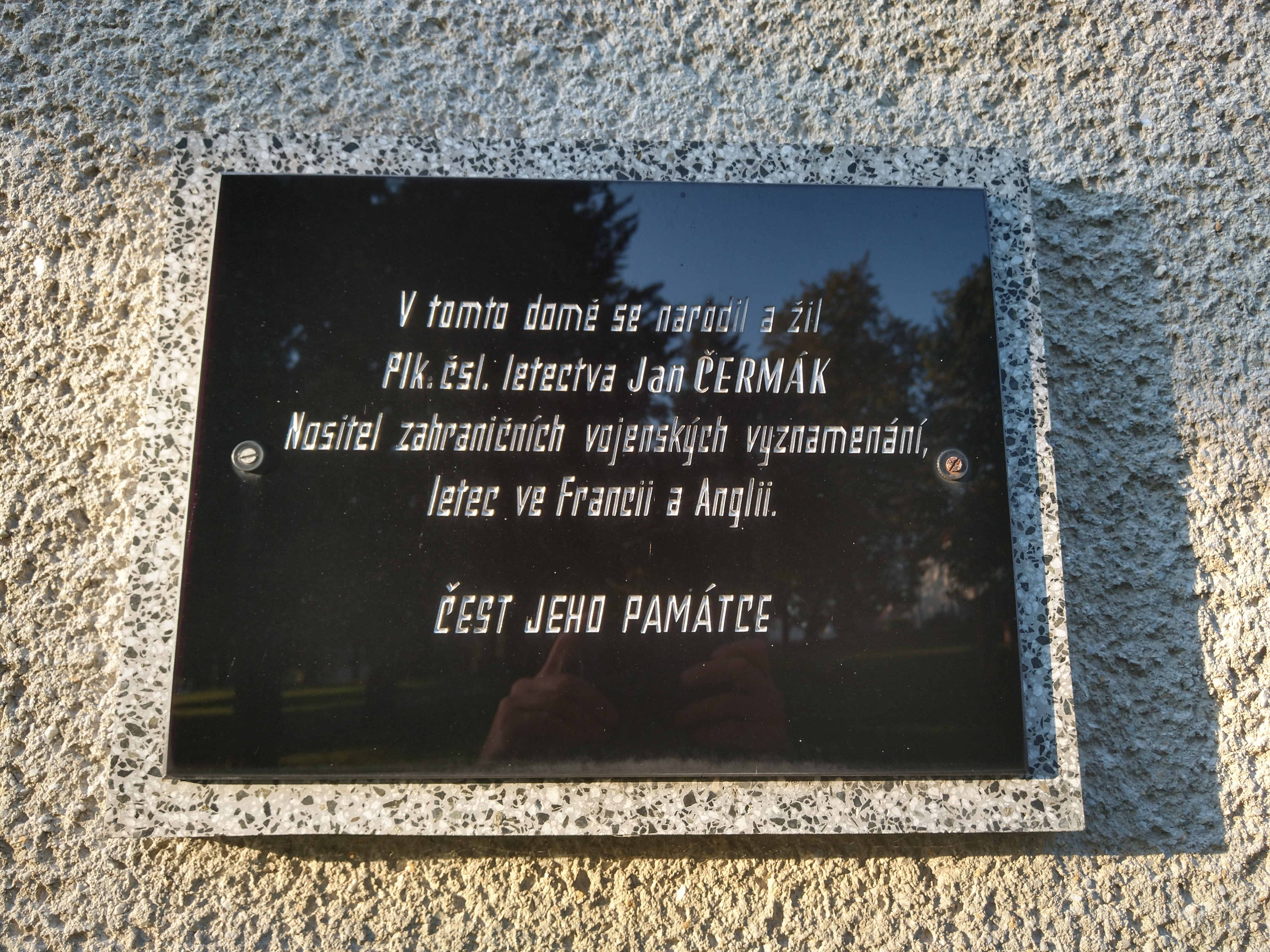
Pamětní deska na rodném domě

Po absolvování vojenské akademie (obor letectví) v Hranicích a v Prostějově (1932–1934) byl zařazen v hodnosti poručík letectva k 34. stíhací letce 1. leteckého pluku. Po německé okupaci Čech, Moravy a Slezska odešel dne 18. června 1939 do exilu přes Polsko do Francie. Nejdříve sloužil ve francouzské armádě, později ve Velké Británii u Royal Air Force. Od 30. 5. 1942 do 1. 1. 1943 velel 312. peruti. Pak dělal pozemního velitele 134. československého stíhacího křídla, později působil ve štábních funkcích.
Po návratu do vlasti působil v československém letectvu ve velitelských a štábních funkcích. Dne 4. 1. 1949 byl zproštěn vojenské činné služby, pak byl vyšetřován pro podezření z protistátní činnosti, dne 3. 6. 1949 byl sice zproštěn obžaloby, byl však degradován na vojína. V roce 1965 byl rehabilitován a byla mu vrácena hodnost.

## Vyznamenání
Podle publikace Vojenské osobnosti československého odboje 1939–1945
- Československý válečný kříž 1939, udělen 3x
- Československá medaile Za chrabrost před nepřítelem, udělen 3x
- Československá vojenská medaile za zásluhy, I. stupeň
- Pamětní medaile československé armády v zahraničí, se štítky Francie a Velká Británie
- Britská medaile Za obranu
- Válečná medaile 1939–1945
- Croix de guerre, avec palme
- a další